# Saison 1963-1964 de la LAH
Saison précédente Saison suivante
La saison 1963-1964 de la Ligue américaine de hockey est la 28e saison de la ligue. Neuf équipes jouent chacune 72 matchs.
Les Barons de Cleveland remportent la coupe Calder.

## Saison régulière

### Classement
| Clt   | Équipe                 | PJ | V  | D  | N | BP  | BC  | Pts |
| ----- | ---------------------- | -- | -- | -- | - | --- | --- | --- |
| +001, | As de Québec           | 72 | 41 | 30 | 1 | 258 | 225 | 83  |
| +002, | Bears de Hershey       | 72 | 36 | 31 | 5 | 236 | 249 | 77  |
| +003, | Reds de Providence     | 72 | 32 | 35 | 5 | 248 | 239 | 69  |
| +004, | Clippers de Baltimore  | 72 | 32 | 37 | 3 | 200 | 220 | 67  |
| +005, | Indians de Springfield | 72 | 23 | 44 | 5 | 238 | 292 | 51  |

| Clt   | Équipe                 | PJ | V  | D  | N | BP  | BC  | Pts |
| ----- | ---------------------- | -- | -- | -- | - | --- | --- | --- |
| +001, | Hornets de Pittsburgh  | 72 | 40 | 29 | 3 | 242 | 196 | 83  |
| +002, | Americans de Rochester | 72 | 40 | 30 | 2 | 256 | 223 | 82  |
| +003, | Barons de Cleveland    | 72 | 37 | 30 | 5 | 239 | 207 | 79  |
| +004, | Bisons de Buffalo      | 72 | 25 | 40 | 7 | 194 | 260 | 57  |

- En gras : qualifiés pour les séries

### Meilleurs pointeurs
| Joueur          | Équipe                 | PJ | B  | A  | Pts | Pun |
| --------------- | ---------------------- | -- | -- | -- | --- | --- |
| Gerry Ehman     | Americans de Rochester | 66 | 36 | 49 | 85  | 26  |
| Bronco Horvath  | Americans de Rochester | 70 | 25 | 59 | 84  | 28  |
| Brian Kilrea    | Indians de Springfield | 72 | 22 | 61 | 83  | 28  |
| Willie Marshall | Reds de Providence     | 72 | 33 | 50 | 83  | 18  |
| Cleland Mortson | As de Québec           | 71 | 28 | 55 | 83  | 122 |
| Art Stratton    | Hornets de Pittsburgh  | 66 | 17 | 65 | 82  | 29  |
| Wayne Hicks     | As de Québec           | 70 | 36 | 42 | 78  | 30  |
| Fredrick Glover | Barons de Cleveland    | 69 | 26 | 50 | 76  | 155 |
| Bill Sweeney    | Indians de Springfield | 72 | 25 | 48 | 73  | 18  |
| Len Lunde       | Bisons de Buffalo      | 72 | 30 | 43 | 73  | 38  |

## Séries éliminatoires
Les trois premiers de chaque division sont qualifiés. Les matchs des séries sont organisés ainsi :
- La série entre les deux premières équipes de chaque division se joue au meilleur des sept matchs. Le vainqueur est qualifié directement pour la finale qui se joue également au meilleur des sept matchs.
- Le deuxième et le troisième de chaque division s'affrontent au meilleur des 3 matchs. Les vainqueurs se rencontrent ensuite au meilleur des 5 matchs. Le gagnant dispute la finale[2].

### Tableau
|  | Premier tour | Premier tour | Premier tour   | Premier tour |         |         | Deuxième tour | Deuxième tour | Deuxième tour | Deuxième tour |  |  | Finale | Finale | Finale | Finale |
|  |              |              |                |              |         |         |               |               |               |               |  |  |        |        |        |        |
|  |              |              |                |              |         |         |               |               |               |               |  |  |        |        |        |        |
|  |              |              |                |              |         |         |               |               |               |               |  |  |        |        |        |        |
|  | Québec       | Québec       | 4              | 4            |         |         |               |               |               |               |  |  |        |        |        |        |
|  | Québec       | Québec       | 4              | 4            |         |         |               |               |               |               |  |  |        |        |        |        |
|  | Pittsburgh   | Pittsburgh   | 1              | 1            |         |         |               |               |               |               |  |  |        |        |        |        |
|  | Pittsburgh   | Pittsburgh   | 1              | 1            | Québec  |         |               |               |               |               |  |  |        |        |        |        |
|  |              |              |                |              |         |         |               |               |               |               |  |  |        |        |        |        |
|  |              |              | Laissez-passer |              |         |         |               |               |               |               |  |  |        |        |        |        |
|  |              |              |                |              |         |         |               |               |               |               |  |  |        |        |        |        |
|  |              |              |                |              |         |         |               |               |               |               |  |  |        |        |        |        |
|  |              |              |                |              |         |         |               |               |               |               |  |  |        |        |        |        |
|  | Québec       | Québec       | 0              | 0            |         |         |               |               |               |               |  |  |        |        |        |        |
|  | Québec       | Québec       | 0              | 0            |         |         |               |               |               |               |  |  |        |        |        |        |
|  |              |              | Cleveland      | Cleveland    | 4       | 4       |               |               |               |               |  |  |        |        |        |        |
|  | Hershey      | Hershey      | Cleveland      | Cleveland    | 4       | 4       | 2             | 2             |               |               |  |  |        |        |        |        |
|  | Hershey      | Hershey      |                |              |         |         |               |               |               |               |  |  |        |        |        |        |
|  | Providence   | Providence   | 1              | 1            |         |         |               |               |               |               |  |  |        |        |        |        |
|  | Providence   | Providence   | 1              | 1            | Hershey | Hershey | 0             | 0             |               |               |  |  |        |        |        |        |
|  |              |              |                |              | Hershey | Hershey | 0             | 0             |               |               |  |  |        |        |        |        |
|  |              |              | Cleveland      | Cleveland    | 3       | 3       |               |               |               |               |  |  |        |        |        |        |
|  | Rochester    | Rochester    | Cleveland      | Cleveland    | 3       | 3       | 0             | 0             |               |               |  |  |        |        |        |        |
|  | Rochester    | Rochester    |                |              |         |         |               | 0             |               |               |  |  |        |        |        |        |
|  | Cleveland    | Cleveland    | 2              | 2            |         |         |               |               |               |               |  |  |        |        |        |        |
|  | Cleveland    | Cleveland    | 2              | 2            |         |         |               |               |               |               |  |  |        |        |        |        |
|  |              |              |                |              |         |         |               |               |               |               |  |  |        |        |        |        |

## Trophées

### Trophées collectifs
| Coupe Calder : Vainqueurs des séries                       | Barons de Cleveland   |
| Trophée F.-G.-« Teddy »-Oke : Champions de la division Est | As de Québec          |
| Trophée John-D.-Chick : Champions de la division Ouest     | Hornets de Pittsburgh |

### Trophées individuels
| Trophée Les-Cunningham : Meilleur joueur de la saison                                 | Fredrick Glover (Barons de Cleveland) |
| Trophée John-B.-Sollenberger : Meilleur pointeur                                      | Gerry Ehman (Americans de Rochester)  |
| Trophée Dudley-« Red »-Garrett : Meilleure recrue                                     | Roger Crozier (Hornets de Pittsburgh) |
| Trophée Eddie-Shore : Meilleur défenseur de la saison                                 | Ted Harris (Barons de Cleveland)      |
| Trophée Harry-« Hap »-Holmes : Gardien ayant la plus petite moyenne de buts encaissés | Roger Crozier (Hornets de Pittsburgh) |